# Fritz Poetzsch-Heffter
Woldemar Friedrich Poetzsch-Heffter, Geburtsname Poetzsch, (* 21. Mai 1881 in Skäßchen bei Großenhain; † 21. September 1935 in Kiel) war ein deutscher Rechtswissenschaftler.

## Leben
Poetzsch-Heffter war nach einem Studium der Rechtswissenschaften und Promotion seit 1910 als Assessor in der sächsischen Verwaltung tätig. Nach dem Kriegsdienst wirkte er seit 1917 als Legationsrat und Geheimer Legationsrat der sächsischen Gesandtschaft Berlin. Von 1919 bis 1932 war er stellvertretender Bevollmächtigter Sachsens zum Reichsrat, seit 1922 im Range eines Ministerialdirektors. 1932 wurde er auf eine Professur für Staatsrecht an die Christian-Albrechts-Universität Kiel berufen. Dort war er seit 1933 Gründer und Leiter des „Instituts für Staatsforschung“, das später von Reinhard Höhn an der Friedrich-Wilhelms-Universität Berlin fortgeführt wurde. 1935 kam Poetzsch-Heffter bei einem Autounfall ums Leben.
Fritz Poetzsch-Heffter war mit Eva Heffter verheiratet. Ihr Sohn Georg (1926–2013) war in den 1970er und 1980er Jahren Staatssekretär in Schleswig-Holstein.

## Veröffentlichungen
- Ist es möglich, den gewerblichen Kollektivvertrag (Tarifvertrag) als privatrechtliches Institut zu erklären? jur. Dissertation, Universität Leipzig, 1907.
- Handausgabe der Reichsverfassung vom 11. August 1919, Liebmann, Berlin 1921.
- Handkommentar der Reichsverfassung vom 11. August 1919. Ein Handbuch für Verfassungsrecht und Verfassungspolitik. 3. Auflage, Liebmann, Berlin 1928.
- Grundgedanken der Reichsreform. Liebmann, Berlin 1931.
- Staatsforschung. Eine Rede gehalten am 12. Nov. 1932 aus Anlaß der Eröffnung des Instituts für Staatsforschung an der Universität Kiel, Lipsius & Tischer, Kiel 1933.
- mit Carl-Hermann Ule und Carl Dernedde: Vom Deutschen Staatsleben (vom 30. Januar bis 31. Dezember 1933). In: Jahrbuch des Öffentlichen Rechts der Gegenwart 22 (1935), S. 1–272.